# NGC 6736
NGC 6736 é uma galáxia elíptica (E2) localizada na direcção da constelação de Pavo. Possui uma declinação de -65° 25' 43" e uma ascensão recta de 19 horas, 07 minutos e 29,3 segundos.
A galáxia NGC 6736 foi descoberta em 8 de Junho de 1836 por John Herschel (Slough, 7 de marçode 1792 — Hawkhurst, 11 de maio de 1871).